# Червоный Яр (Кировоградская область)
Черво́ный Яр (укр. Червоний Яр) — село в Аджамской сельской общине Кропивницкого района Кировоградской области Украины.
Население по переписи 2001 года составляло 814 человека. Почтовый индекс — 27622. Телефонный код — 522. Код КОАТУУ — 3522587901.